# U-Bahn-Station Nußdorfer Straße
Nußdorfer Straße is een metrostation in het district Alsergrund van de Oostenrijkse hoofdstad Wenen. Het station werd geopend op 1 juni 1898 en wordt bediend door lijn U6. Het is genoemd naar de straat die in 1862 genoemd werd naar de toenmalige voorstad Nussdorf.

## Stadtbahn

### Stoom
In de tweede helft van de 19e eeuw groeide de Weense bevolking fors en werden meerdere kopstations van verschillende spoorwegmaatschappijen geopend. Om het vervoer tussen de buitenwijken en de binnenstad te verbeteren en de kopstations onderling te verbinden werd in 1892 besloten tot de aanleg van de Stadtbahn met vier lijnen waaronder de Gürtellinie die aanvankelijk nog Nussdorfer Linie genoemd werd. Het station werd in opdracht van de Commission für Verkehrsanlagen in Wien ontworpen door Otto Wagner en ligt, net als de andere stations van de Gürtellinie, op de plaats van een vroegere stadspoort. Het stationsgebouw werd in augustus 1896 opgeleverd en op 1 juni 1898 werd de Gürtellinie geopend. Oorspronkelijk zou de lijn splitsen bij de brug over de Nußdorfer Straße in een tak naar Heiligenstadt en de verbindingsboog naar de Donaukanellinie. Door veranderde plannen kwam de splitsing 300 meter ten noorden van het station maar het bruggenhoofd voor de niet gebouwde splitsing is nog steeds goed zichtbaar. De verbindingsboog werd in 1901 geopend en deed 90 jaar dienst.

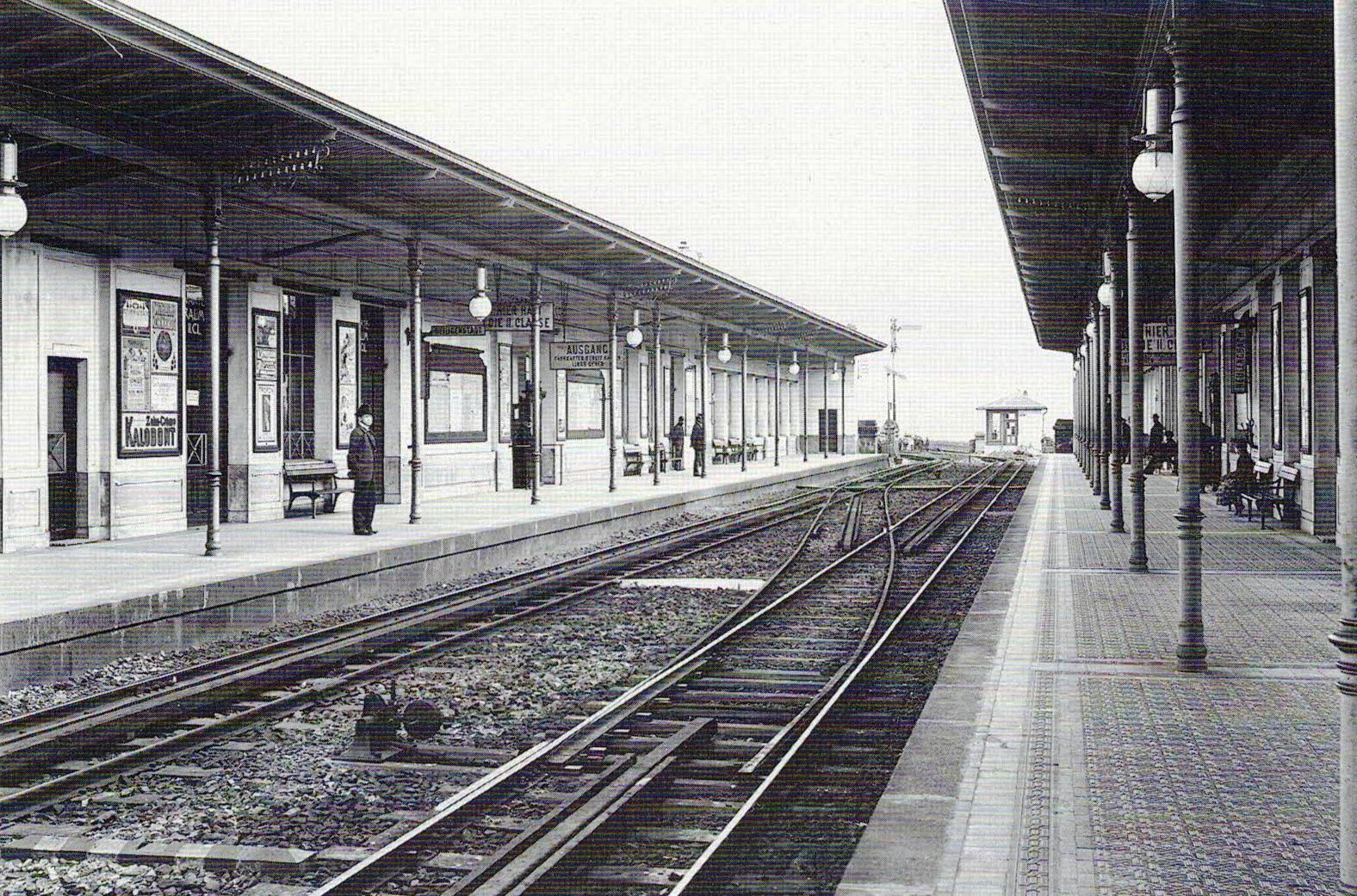
Het station in 1901.
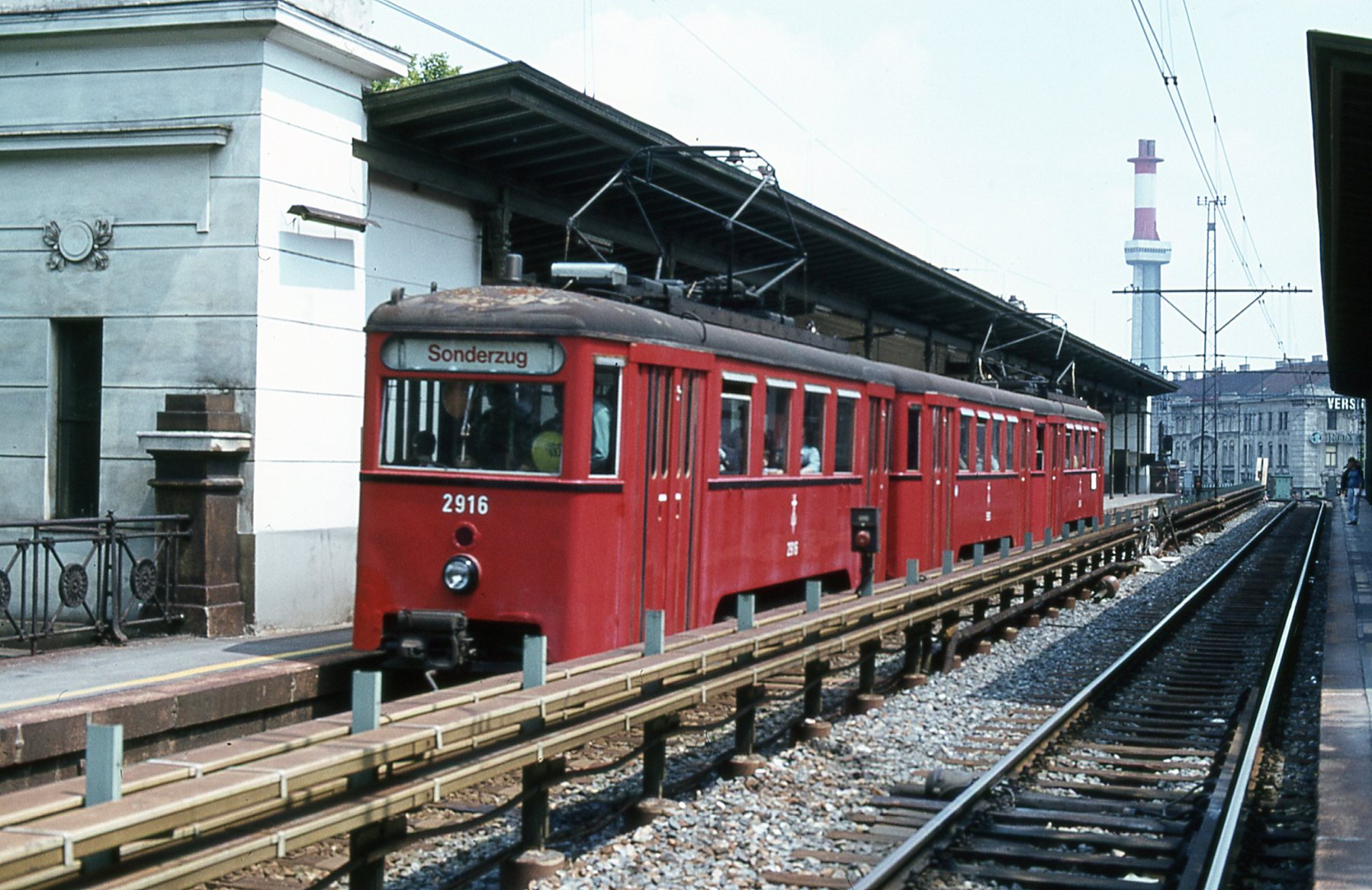
een sneltram van reeks N1 in het station.

### Elektrisch
Na de Eerste Wereldoorlog lag de Stadtbahn vanaf eind 1918 geruime tijd stil als gevolg van een gebrek aan kolen, totdat de Stadtbahn in 1925 werd heropend met elektrische tractie. De stadbahnlijnen G, GD en DG, tussen 1925 en 1945 aangevuld met tramlijn 18G. Het station was tot 1989 onderdeel van de laatste Stadtbahnlijn, terwijl de andere in 1925 door de gemeente overgenomen lijnen al rond 1980 tot metro waren omgebouwd. Als voorbereiding op de metrodienst werd in 1988 overgegaan van linksrijdend op rechtsrijdend en op 7 oktober 1989 ging de metrodienst van start.

## Metro
Op 26 januari 1968 werd besloten om een metronet aan te leggen met drie lijnen. De nadere uitwerking van het metronet, de U-Bahn-Netzvariante M uit 1970, omvatte een veel groter net echter zonder de Gürtellinie ten noorden van Michaelbeuern. In september 1981 werd de eerste dienst met een vertakking gestart. Als gevolg van ernstige verstoringen in de dienstuitvoering die dit veroorzaakte werd het aanvankelijke concept van lijnen met vertakkingen in de buitenwijken verlaten en het deel van de Gürtellinie ten noorden van Michelbeuren werd alsnog ook onderdeel van de U6. Bovendien werd gekozen om de U6 niet als de andere lijnen te voorzien van hoge perrons en een derde rail. De komst van lagevloertrams en de minimale veranderingen aan de stations bij behoud van de bovenleiding waren de redenen om voor deze oplossing te kiezen. Voor het station betekende de komst van de metro dat de perrons aan de zuidkant enige meters verlengd werden om plaats te bieden aan de metrostellen. Lijn GD bleef tot 1991 over de verbindingsboog rijden terwijl de U6 naar Heiligenstadt reed. Na de ombouw van de verbindingsboog en de verlenging van de U6 naar de linkeroever van de Donau op 4 mei 1996 werd de tak naar Heiligenstadt opgebroken.

## Ligging en inrichting
Het viaductstation ligt in de middenberm van de Währinger Gürtel op de grens van het 9e en 18e district terhoogte van de Sobieskistraße in het 9e en de Schrottenbachgasse in het 18e op het adres Währinger Gürtel 162A. Het viaduct van de Stadtbahn wordt geflankeerd door het stationsgebouw waarvan de gevels zijn opgedeeld door pijlers tussen grote vensters. Het is het grootste raamoppervlak van de stations van de voormalige Stadtbahn.
Net als de andere stations in de stijl van Otto-Wagner is het station toegankelijk via groene klapdeuren. In de stationshal zijn een verplaatsbare kraam voor de verkoop van kranten en een bakkerij. De perrons zijn bereikbaar met trappen die in de stationshal zijn voorzien van digitale informatie borden over de ritten van het betreffende perron. De tramlijnen 37 richtung Hohe Warte en 38 richtung Grinzing hebben hun halte in de Nußdorfer Straße ten oosten van het station, in de richtung Schottentor liggen hun haltes in de Döblinger Hauptstraße aan de oostkant. Verder kan worden overgestapt op de buslijnen 35A en 37A.
In de buurt van het station ligt de Israelitische begraafplaats Währing, naast de Sankt Marxer begraafplaats, de enige behouden begraafplaats in Wenen uit de tijd van de josephinische hervormingen. Verder ligt tegenover de westlijke toegang de loods van de tramremise Gürtel. Door de Schrottenbachgasse is de Währinger Park bereikbaar.

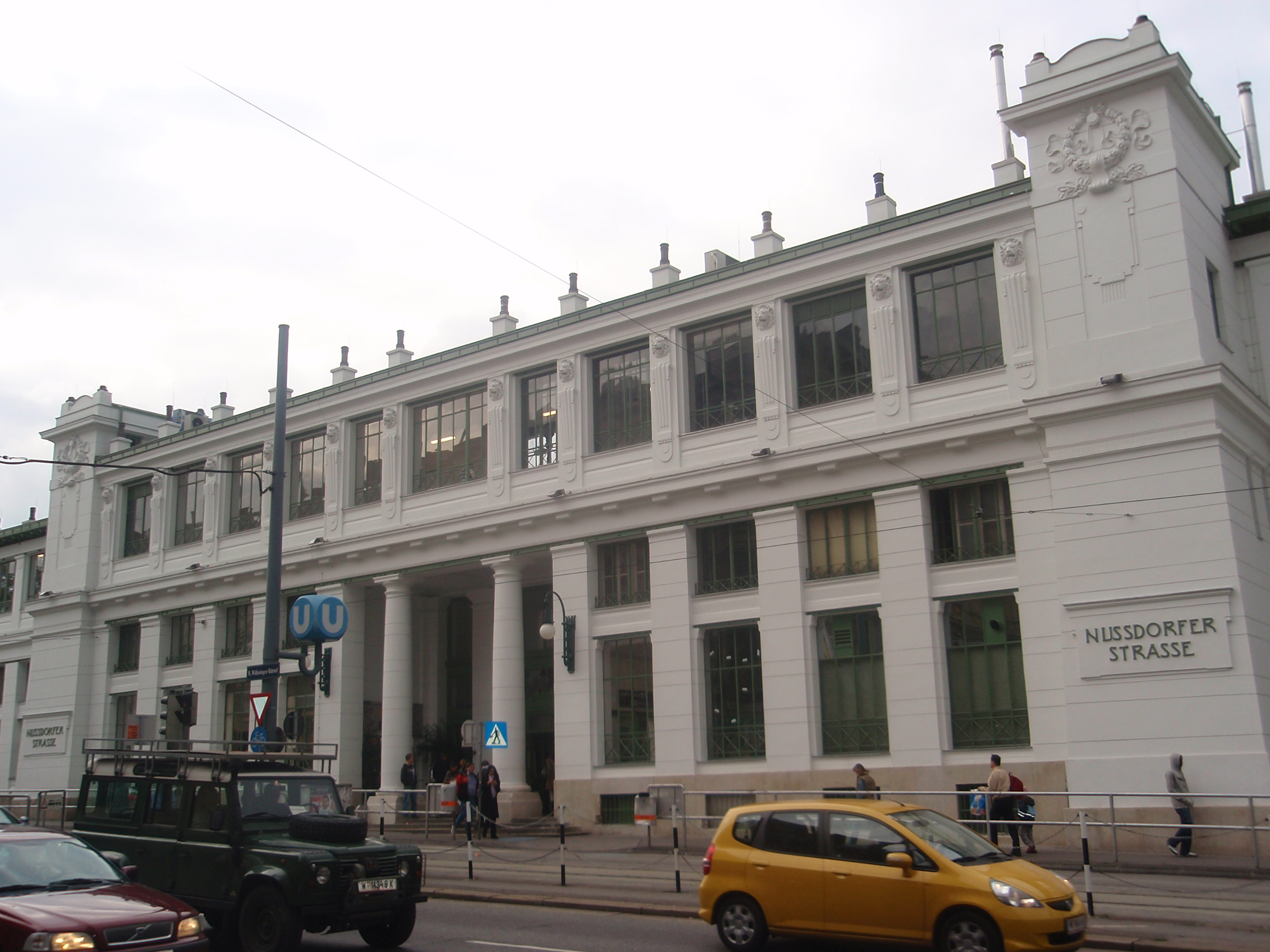
De zuidgevel van het station.
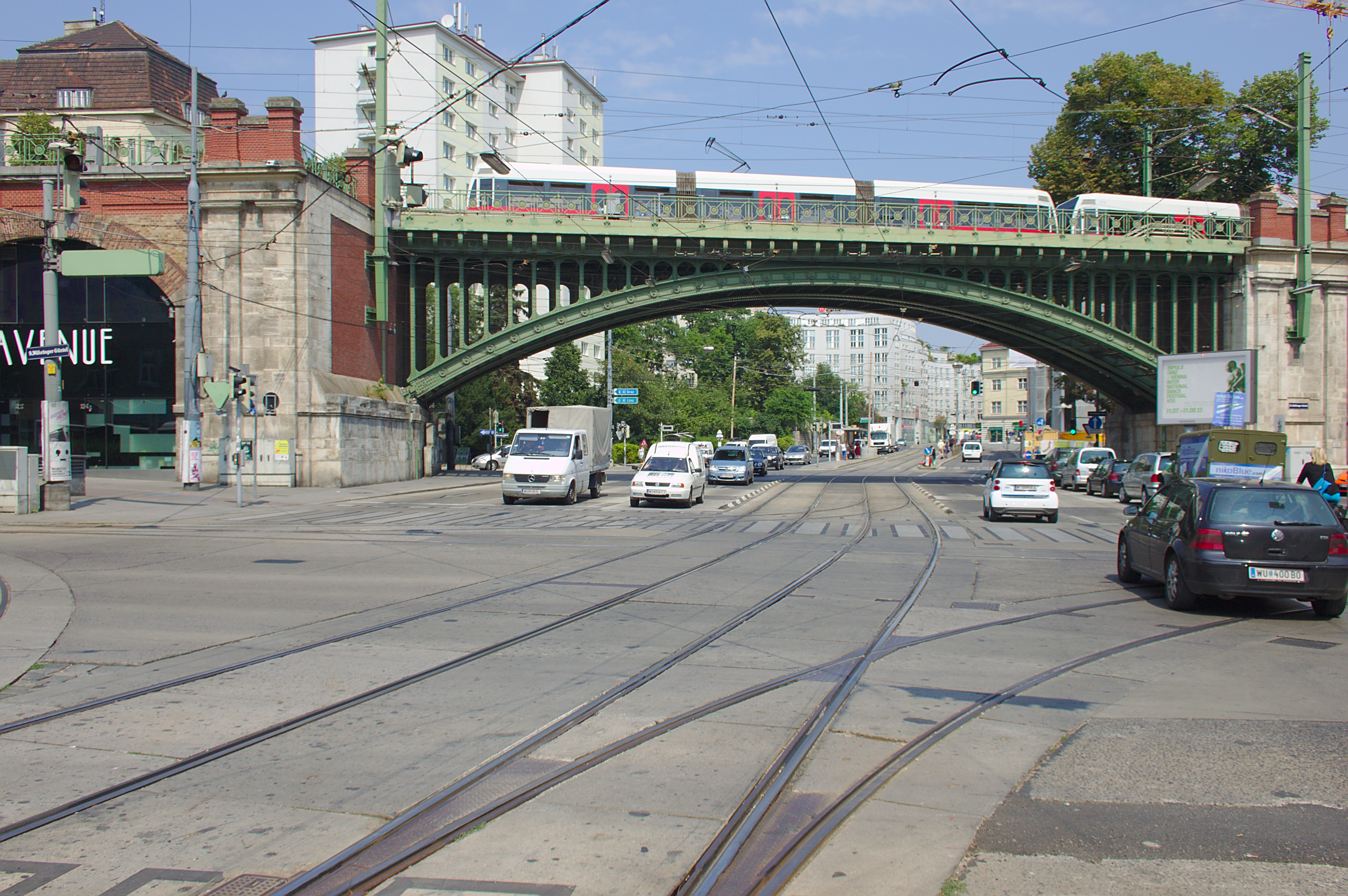
De brug over de Nussdorfer Straße met links het bruggenhoofd voor de niet gebouwde aftakking.
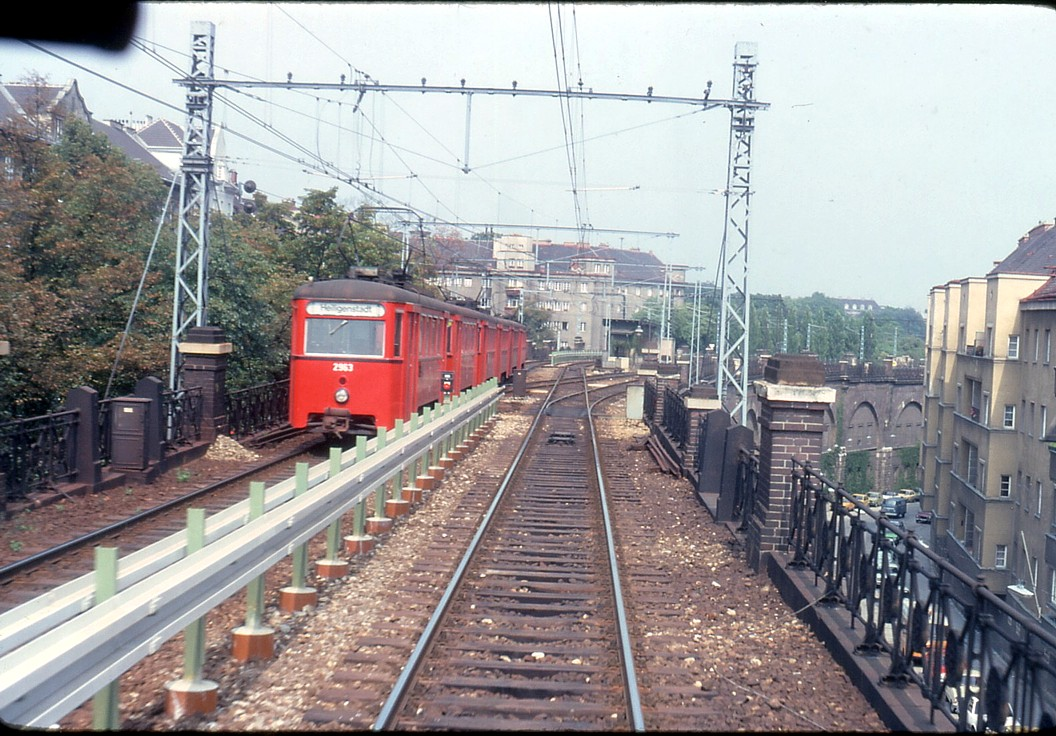
De wel gerealiseerde aftakking 300 meter ten noorden van het station.